# タマレ
タマレ (Tamale) は、ガーナの都市。人口53万人（2010年）。北部州の州都である。ガーナ第4の都市で、北部の中心都市である。標高210m。ブルキナファソとクマシを結ぶ幹線道路が走っており、また空港もあるため、交通の要所となっている。住民はイスラム教徒のダゴンバ人が多い。

## 歴史
2002年4月、伝統首長選出を巡るダゴンバ人同士の争いがタマレでおき、死者4人を出したが、その後沈静化した。

## 交通

### 空港
- タマレ空港